# Durfort (Ariège)
Durfort es una comuna francesa situada en el departamento de Ariège, en la región de Occitania.

## Demografía
| 177 | 167 | 116 | 120 | 111 | 126 | 184 |
| Para los censos de 1962 a 1999 la población legal corresponde a la población sin duplicidades (Fuente: INSEE [Consultar]) |     |     |     |     |     |     |